# Strzępiak dziwaczny

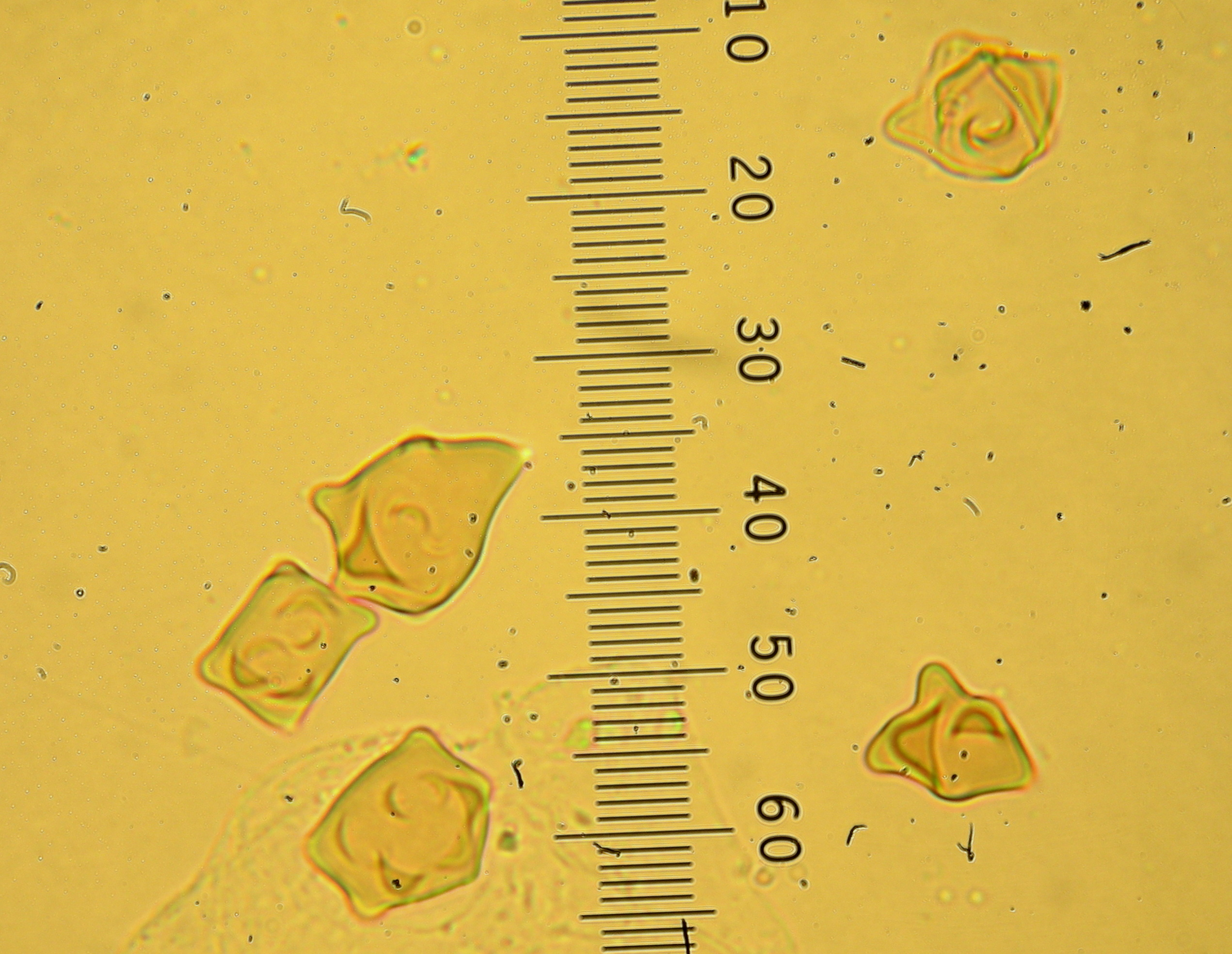
Zarodniki

Strzępiak dziwaczny (Inocybe oblectabilis (Britzelm.) Sacc.) – gatunek grzybów należący do rodziny strzępiakowatych (Inocybaceae).

## Systematyka i nazewnictwo
Pozycja w klasyfikacji według Index Fungorum: Inocybe, Inocybaceae, Agaricales, Agaricomycetidae, Agaricomycetes, Agaricomycotina, Basidiomycota, Fungi.
Po raz pierwszy zdiagnozował go w 1890 r. Max Britzelmayr nadając mu nazwę Agaricus oblectabilis. Obecną, uznaną przez Index Fungorum nazwę nadał mu Pier Andrea Saccardo w 1895 r.
Synonimy:
- Agaricus oblectabilis Britzelm. 1890
- Astrosporina oblectabilis (Britzelm.) Zerova 1979
- Inocybe hiulca f. major Bres. 1930
- Inocybe oblectabilis var. odora Shchukin 1985

Nazwę polską nadał Andrzej Nespiak w 1990 roku.

## Morfologia
Kapelusz
Średnica 2,5–7 cm, początkowo półkulisty, potem płasko rozpostarty z szerokim garbem. Brzeg początkowo nieco podwinięty, potem wyprostowujący się, rzadko tylko odgina się w górę – wówczas wokół garbka tworzy się małe zagłębienie. Powierzchnia na środku gładka lub nieco pilśniowata, przy brzegu delikatnie omszona, włóknista lub popękana. Barwa od ciemnorudej przez czerwonawobrązową i kasztanowatą do ochrowej. Czasami występują resztki osłony.
Blaszki
Przyrośnięte i nieco wycięte, z blaszeczkami. Początkowo szarobeżowe, potem brudnoochrowe, w końcu brązowawe z oliwkowym odcieniem. Ostrza biało orzęsione.
Trzon
Wysokość 3–10 cm, grubość 0,3–1,5 cm, walcowaty, pełny, podstawa zgrubiała w postaci białawej, obrzeżonej bulwki głęboko tkwiącej w ziemi. Powierzchnia górą różowawa, dołem ochrowa, na całej długości oszroniona.
Miąższ
W kapeluszu białawy, w trzonie czerwonawo-cielisty i włóknisty. Ma specyficzny, kwaskowaty zapach.
Cechy mikroskopowe
Zarodniki 9–13 × 7–8 µm. Podstawki 30–32 × 9–12 µm. Cheilocystydy i pleurocystydy 60–80 × 16–22 µm i ścianie grubości do 2–4 µm, w wodzie amoniakalnej barwiące się na żółto. Kaulocystydy mniejsze i bardziej cienkościenne.

## Występowanie i siedlisko
Znane jest występowanie strzępiaka dziwacznego w Ameryce Północnej, Europie i niektórych krajach Europy. W piśmiennictwie naukowym na terenie Polski do 2003 r. podano tylko jedno stanowisko (Babiogórski Park Narodowy, 1979). Więcej stanowisk i bardziej aktualnych podaje internetowy atlas grzybów. Zaliczony w nim jest do grzybów rzadkich i chronionych.
Grzyb mikoryzowy. Podawane jest jego występowanie pod olszami, świerkami, brzozami, lipami i dębami.